# Iditol
L'iditol est un polyol de la famille des alditols de formule HOH2C(–CHOH)4–CH2OH. Il se forme comme métabolite de plusieurs voies métaboliques. C'est l'un des substrats d'enzymes telles que l'aldose réductase et la sorbitol déshydrogénase, impliquées dans la conversion du glucose en fructose via le sorbitol, l'isomère le plus courant de l'iditol.